# جوناثان غروبر
جوناثان غروبر (بالإنجليزية: Jonathan Gruber) هو اقتصادي أمريكي، ولد في 30 سبتمبر 1965.